# In rerum natura
La locuzione latina de rerum natura, tradotta letteralmente, significa nella natura delle cose.
Un fatto si verifica in rerum natura quando avviene secondo il consueto svolgersi degli avvenimenti, senza cioè alterare l'ordine delle cose naturali. Il motto è tanto comune, che lo adoperò anche il letterato don Ferrante, al cap. XXXVII dei Promessi Sposi.